# Alban Ramosaj
Alban Ramosaj (Ede (Nederland), 7 maart 1996) is een in Nederland geboren zanger, songwriter, producer, acteur, regisseur en model van Kosovaarse afkomst.

## Biografie
Alban (Kamerolli) Ramosaj werd op 7 maart 1996 in Ede (Nederland) geboren. Zijn ouders kwamen oorspronkelijk uit Podujevë (Kosovo). Hij heeft een oudere zus genaamd Beatrix Ramosaj, die eveneens een model en zangeres is. Hij bracht zijn jeugd door in Dortmund (Duitsland) waar hij zijn moedertaal, het Albanees, leerde. Alban ontdekte zijn passie voor acteren in zijn laatste tienerjaren, omdat hij daarvoor bezig was met muziek en modellenwerk. Zijn eerste muzikale carrière begon op 16-jarige leeftijd, toen hij halvefinalist in de derde reeks van The Voice of Albania werd. Later verscheen hij in de derde serie van de dansshow "Dance With Me Albania" op de televisiezender TV Klan, waar hij de tweede prijs won. Op 18-jarige leeftijd maakte hij zijn intrede in de Albanees-Kosovaarse muziekindustrie met het nummer "Ckemi".
In 2016 bracht hij zijn breakout-EP "Po Nese ..." uit. Zijn single "A Me Do", uitgebracht in 2016, stond vier weken lang op de nummer 1 van de hitlijst van Albanië: kort daarna werd Ramosaj werd genomineerd voor Artist To Watch op Top Channel. Eind 2016 nam Ramosaj deel aan het grote muzikale evenement in Albanië "Kenga Magjike", waar hij werd genomineerd als "beste songwriter" en de "Tendency Award" won.
Ramosaj was ook uitgenodigd om te verschijnen in Dolce & Gabbana's advertenties voor de lente-zomercollectie van 2018. Later dat jaar bracht hij zijn EP / Trilogie "Hiraeth" uit, een project dat voornamelijk door hemzelf was gestructureerd, geschreven, geregisseerd en gecomponeerd. 
Begin 2019 werd Ramosaj gecast als de mannelijke hoofdrolspeler in de allereerste Albaneestalige webserie, "#Love #Likes #Tirana" geregisseerd door Dalina Buzi. 

## Discografie
- 2014: Ckemi (“Po Nese...” Trilogy)
- 2016: A Me Do (“Po Nese...” Trilogy)
- 2016: Aurora (“Po Nese...” Trilogy)
- 2017: Bitchi Mesnates
- 2018: Ike (“Hiraeth” Trilogy)
- 2018: Get High (met Beatrix Ramosaj)
- 2018: A Thu Pse (“Hiraeth” Trilogy)
- 2018: Endrrat e Mia (“Hiraeth” Trilogy)
- 2019: T'kom Dasht
- 2020: i nat ma fal